# Велоспорт на літніх Олімпійських іграх 1908
На літніх Олімпійських іграх 1908 року було проведено сім велосипедних змагань, причому лише для чоловіків. Погода була поганою, опади часом затоплювали манеж. Манеж становив 660 ярдів (600 м), довгі (були по периметру легкоатлетичного манежу стадіону Вайт-Сіті); деякі події (660 ярдів та командна гонка) використовували повні кола манежу; інші використовували метричні відстані.

## Медальний підсумок
| Дисципліни     | Золото                                                                                        | Срібло                                                                                        | Бронза                                                                                        |
| -------------- | --------------------------------------------------------------------------------------------- | --------------------------------------------------------------------------------------------- | --------------------------------------------------------------------------------------------- |
| 660 ярдів      | Віктор Джонсон (GBR)                                                                          | Еміль Демангель (FRA)                                                                         | Карл Ноймер (GER)                                                                             |
| 5000 метрів    | Бенджамін Джонс (GBR)                                                                         | Моріс Шиль (FRA)                                                                              | Андре Оффрей (FRA)                                                                            |
| 20 кілометрів  | Кларенс Кінгсбері (GBR)                                                                       | Бенджамін Джонс (GBR)                                                                         | Йозеф Верброк (BEL)                                                                           |
| 100 кілометрів | Чарльз Бартлетт (GBR)                                                                         | Чарльз Денні (GBR)                                                                            | Октав Лапіз (FRA)                                                                             |
| Спринт         | Немає медалістів — гонка оголошена недійсною, оскільки у фіналі перевищено обмеження за часом | Немає медалістів — гонка оголошена недійсною, оскільки у фіналі перевищено обмеження за часом | Немає медалістів — гонка оголошена недійсною, оскільки у фіналі перевищено обмеження за часом |
| Тандем         | Андре Оффрей and Моріс Шиль (FRA)                                                             | Фредерік Гамлін and Хорас Джонсон (GBR)                                                       | Чарлі Брукс and Вальтер Ісакс (GBR)                                                           |
| Командна гонка | Велика Британія (GBR) Бенджамін Джонс Кларенс Кінгсбері Леонард Мередит Ернест Пейн           | Німеччина (GER) Макс Гьотце Рудольф Катцер Герман Мартенс Карл Ноймер                         | Канада (CAN) Вільям Андерсон Вальтер Ендрюс Фредерік Маккарті Вільям Мортон                   |

## Країни-учасниці
Усього на велосипедах в Лондоні змагалися 97 велосипедистів з 11 країн:
- Бельгія (6)
- Канада (5)
- Франція (23)
- Німеччина (9)
- Велика Британія (36)
- Греція (1)
- Італія (4)
- Нідерланди (5)
- Південно-Африканська Республіка (4)
- Швеція (2)
- США (2)

## Медальний залік
| Місце               | Країна                | Золото | Срібло | Бронза | Загалом |
| ------------------- | --------------------- | ------ | ------ | ------ | ------- |
| 1                   | Велика Британія (GBR) | 5      | 3      | 1      | 9       |
| 2                   | Франція (FRA)         | 1      | 2      | 2      | 5       |
| 3                   | Німеччина (GER)       | 0      | 1      | 1      | 2       |
| 4                   | Бельгія (BEL)         | 0      | 0      | 1      | 1       |
| 4                   | Канада (CAN)          | 0      | 0      | 1      | 1       |
| Загалом (5 збірних) | Загалом (5 збірних)   | 6      | 6      | 6      | 18      |

## Велополо
Велополо було демонстраційним видом спорту на цих Олімпійських іграх, коли Ірландія перемогла, обігравши Німеччину.